# Đèn pha
Đèn pha là một thiết bị chiếu sáng được dùng chủ yếu trên các phương tiện cơ giới như xe ôtô, xe máy v.v. Đèn pha tạo ra luồng sáng mạnh và tập trung, chiếu ngang mặt đường và có khả năng chiếu sáng khoảng 100m trở lên. Hầu hết đèn pha đều sử dụng bóng đèn sợi hoặc bóng đèn halogen, có công suất 25-35 W đối với xe máy và 55-60 W đối với xe ôtô.
Đèn pha có thể được dùng kết hợp với đèn cốt (chiếu sáng gần) trong cùng một chóa đèn của xe cơ giới, hoặc lắp bổ sung để tạo ra khả năng chiếu sáng tối ưu.

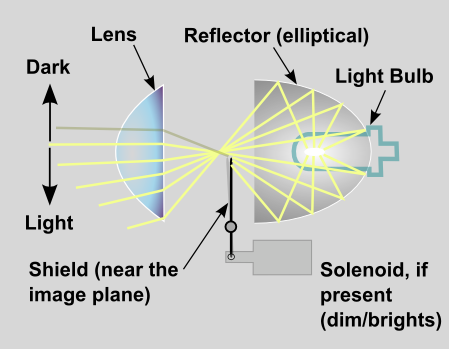
Sơ đồ hệ quang học của kiểu đèn pha "máy chiếu"
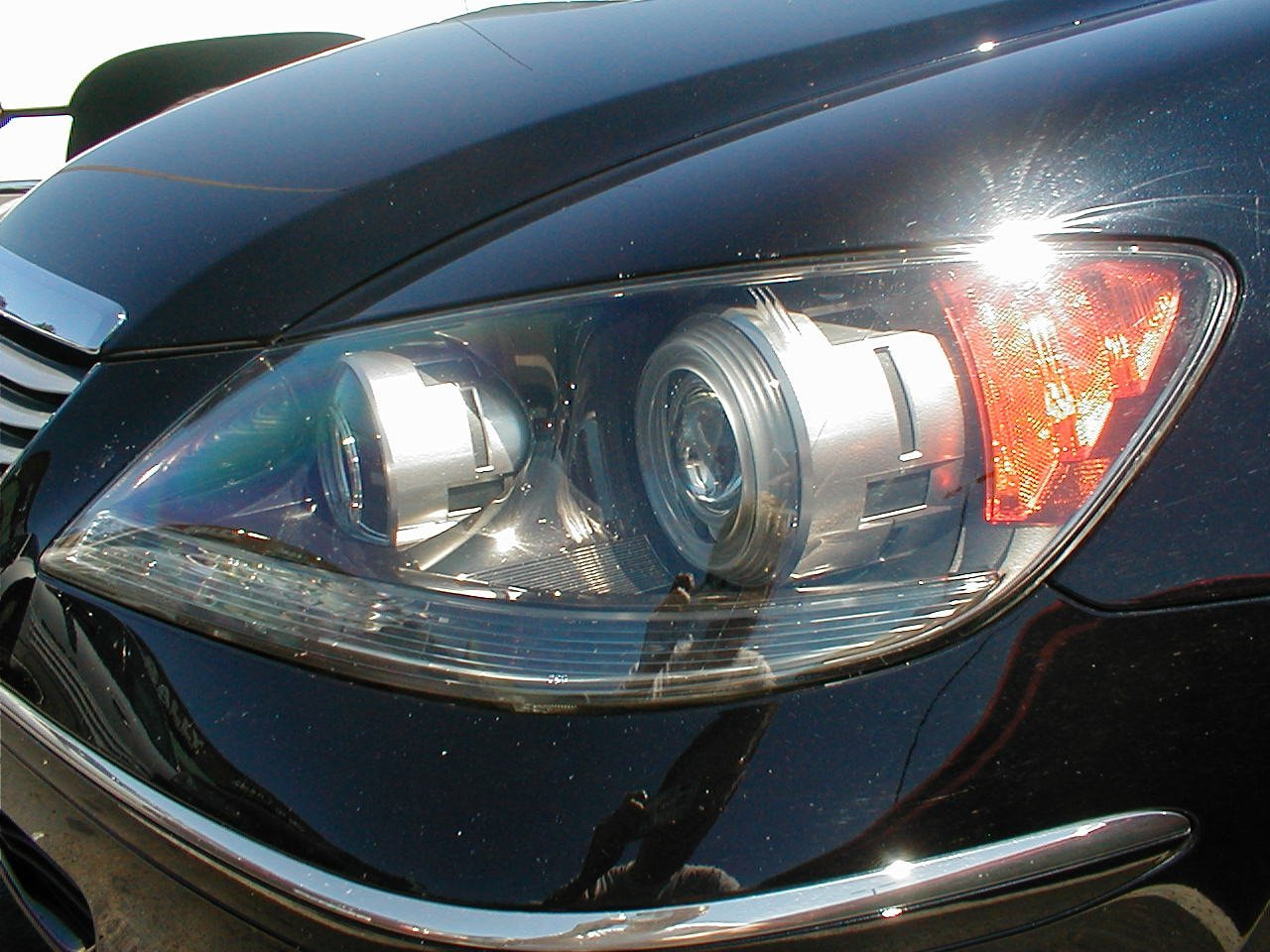
Ảnh chụp hệ quang học của kiểu đèn pha "máy chiếu"

## Đèn pha led ra đời
Hiện nay khi công nghệ LED phát triển thì đèn pha led ra đời, kết hợp giữa chức năng, kiểu dáng giản đơn, tính thẩm mỹ đèn pha led chính là phạm vi toàn diện của ánh đèn chiếu rọi chiếu sáng cho kiến trúc ngoài trời. Sản phẩm chính hãng của hai thương hiệu nổi tiếng về chiếu sáng là Duhal, Philips, Rạng Đông. Được thiết kế để cung cấp những hiệu ứng ánh sáng tối ưu từ luồng sáng mạnh đến hiệu ứng điểm nhấn tinh tế hơn. Thiết kế khe chuẩn trực quang học độc đáo mang đến hiệu suất ánh sáng đồng nhất và đảm bảo sự phối trộn màu sắc tuyệt nhất. Các loại đèn pha thường được sử dụng là đèn pha led 100 w, đèn pha led 50 w cao nhất có thể nên tới 200 w, so với đèn pha thường thì đèn pha công nghệ LED tiết kiệm năng lượng hơn nhiều lần, trước kia người dùng thường sử dụng đèn Halogen nhưng hiện nay phần lớn các gia đình, hộ kinh doanh đang dần chuyển sang đèn công nghệ led
Điểm nổi bật nữa là thiết kế theo phương pháp đúc khuôn đồng bộ với thân đèn khép kín đạt chuẩn IP65 (đảm bảo chống lại côn trùng, và bụi bẩn hoàn toàn; chống lại sự xâm nhập của nước vòi phun áp lục lớn ở tất cả mọi hướng)
Tuổi thọ cao 20.000 tới 50,000 giờ sử dụng lâu dài và bền vững mà các loại đèn pha truyền thống không đáp ứng được, thông thường những loại đèn pha halogen hay sợi đốt tuổi thọ chỉ 1000 tới 4000 giờ do đó chi phí thay thế rất tốn kén, nhưng cái lợi là chi phí đầu tư ban đầu sẽ thấp hơn rất nhiều khi ta sử dụng đèn pha led

## Đặc điểm cấu tạo của đèn pha
- Thông thường đèn pha là những loại đèn có công suất lớn từ 30 W tới vài nghìn W, để phục vụ chủ yếu cho chiếu sáng ngoài trời. Nhưng hiện nay đèn pha led ra đời vì thế công suất sẽ được giảm xuống tầm vài chục tới vài trăm w. Nói đến đèn pha sử dụng ngoài trời thì thiết kế của nó sẽ rất bền, và khả năng chịu nước do đó phải đáp ứng tiêu chuẩn IP65.

- Do công suất đèn lớn nên khi sử dụng sẽ tỏa ra nhiệt độ cao, do đó cần tản nhiệt của đèn cũng phải lớn và tiết diện rộng. Vì thế đèn thường làm bằng nhôm phía đui đèn được khía nhiều rảnh giúp giảm nhiệt nhanh như hình bên cạnh
- Ánh sáng đèn pha thường có 2 màu cơ bản là tráng lạnh 6500 K vàng ấm 3000 K một số hãng như Philips có mã 5000 K màu trung tính, đặc điểm là ánh sáng có nhiệt độ màu càng cao thì hiệu suất phát quang càng cao, vì thế với độ sáng có quang thông nhất định thì ta dùng nhiệt độ màu 3000 K cần công suất cao hơn

## Ứng dụng đèn pha LED
- Dùng cho chiếu sáng công nghiệp như nhà xưởng, bến bãi, nhà máy
- Dùng cho chiếu cho xe ôtô như đèn pha chiếu sáng, đèn gương, màn hình hiện thị, những dòng xe cao cấp thường được sử dụng cụm đèn LED giúp tăng tính thẩm mỹ
- Dùng cho y học, người ta dùng đèn led để cấy vào cơ thể, ánh sáng led để trẻ hóa da
- Dùng cho nông nghiệp, sử dụng ánh sáng led để thay thế ánh sáng tự nhiên